# Canon EOS
Canon EOS (acronimo di Electro-Optical System) è una serie di fotocamere reflex e mirrorless prodotta da Canon.
Introdotta da Canon nel 1987 e realizzata per funzionare con l'attacco EF, sostituto del precedente FD, la serie EOS comprende principalmente fotocamere SLR a pellicola 35 mm e digitali con sensori di formati pieno, APS-H e APS-C. 

Il primo modello messo in commercio è stato la EOS 650.

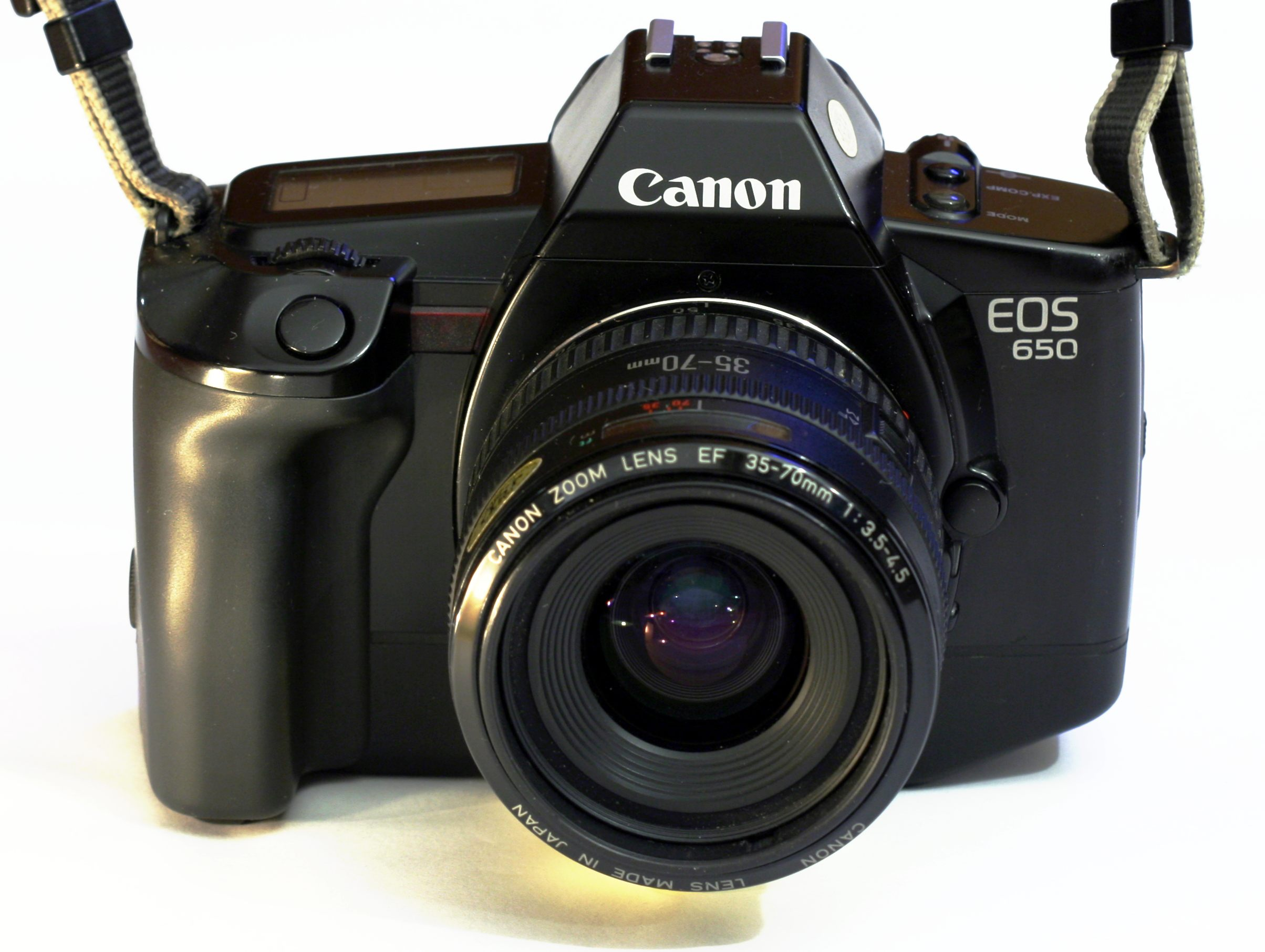
La prima fotocamera Canon EOS: Canon EOS 650 (1987)

L'acronimo fu scelto anche in riferimento alla divinità greca Eos, dea dell'aurora. È spesso pronunciato come un'unica parola, sebbene sia ugualmente corretto scandire le singole lettere, dal momento che anche quest'ultima pronuncia ha senso logico.
Dal punto di vista commerciale, la serie Canon EOS è in diretta competizione con la serie F della Nikon e le sue successive evoluzioni, nonché con i sistemi reflex con autofocus prodotti da Olympus, Pentax, Sony/Minolta e Panasonic/Leica. In molti paesi, le fotocamere EOS hanno conquistato una fetta di mercato più ampia rispetto ai concorrenti.

## I sistemi

### Canon EF

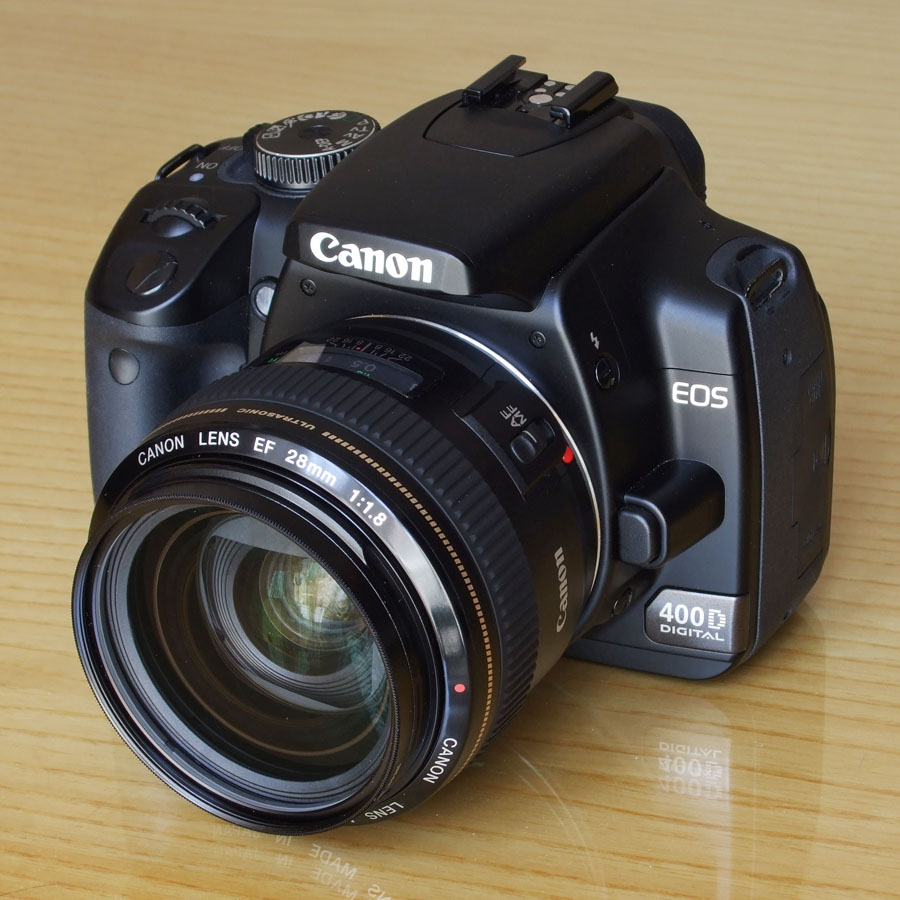
Una DSLR di fascia media: Canon EOS 400D (2006)

L'innesto a baionetta EF è il cuore delle fotocamere EOS. Nato per sostituire il precedente FD, con il quale non è retrocompatibile, l'EF fu progettato in modo che non vi fossero collegamenti meccanici tra le parti mobili della lente e quelle del corpo macchina. L'apertura e la messa a fuoco vengono controllate esclusivamente tramite contatti elettrici e corrette tramite motori installati nell'obiettivo stesso. Questa soluzione ha apportato diversi benefici rispetto al precedente sistema: l'innesto è più semplice e durevole, ciascun obiettivo è dotato di un motore autofocus appositamente progettato e, in caso di guasto ad un motore, è il singolo obiettivo a dover essere sostituito o riparato, mentre tutti gli altri continuano a funzionare. Se invece il motore autofocus è collocato nel corpo macchina e si guasta, l'autofocus smetterà di funzionare per tutti gli obiettivi.
Uno dei motivi per cui si ritenne necessario riprogettare il sistema degli obiettivi Canon fu l'introduzione dell'autofocus, avvenuta nella seconda metà degli anni ottanta. Questa nuova tecnologia, lanciata sul mercato da Pentax nel 1981 con il modello ME F, indusse Canon ad implementarla realizzando un attacco ex novo invece di modificare l'innesto FD, in modo simile a quanto già fatto da Minolta nel 1985 e diversamente da Nikon che, al contrario, decise di aggiornare il già esistente innesto F. Tale scelta, per quanto rischiosa, fu dettata dal fatto che chi acquistava una EOS era costretto a rivedere il proprio parco macchine e aveva grosse difficoltà ad accedere al mercato dell'usato. Scelte progettuali come il motore incorporato nell'obiettivo (un omaggio al primo AF di Pentax) permisero un maggiore margine d'utilizzo sui corpi macchina rispetto ad altri marchi, consentendo maggiori investimenti pubblicitari, tanto che, tra la fine degli anni ottanta e gli anni novanta del Novecento, la maggioranza dei fotografi passò al sistema Canon. Alla fine del XX secolo, la filosofia progettuale inaugurata da Canon con la serie EOS era ormai diventata lo standard anche tra tutti gli altri produttori di reflex 35 mm.

#### Le sigle
Sin dall'introduzione, la serie EF si è espansa fino a coprire tutti i tipi di lenti e le applicazioni fotografiche. I vari modelli di obiettivi Canon EF si identificano, oltre che per la lunghezza focale, per una serie di caratteristiche spesso indicate come sigle nella nomenclatura dell'obiettivo stesso. Ne vengono di seguito elencate alcune.
- USM (UltraSonic Motor): obiettivo dotato di motore ultrasonico. I modelli non appartenenti alle serie "L" e "DO" sono contraddistinti esteriormente da un bordino color oro che ne contorna la zona frontale. Tutti gli obiettivi recano inoltre la sigla USM contestualmente ai dati dell'obiettivo.
- IS (Image Stabilizer): obiettivo con stabilizzatore d'immagine;
- DO (Diffractive Optics): obiettivo con almeno un elemento ottico diffrattivo, impiegato solamente da Canon sulla propria linea di obiettivi; in abbinamento a lenti tradizionali permette la realizzazione di schemi ottici più compatti a ridottissima aberrazione cromatica. Questi obiettivi sono contraddistinti esteriormente da un bordino verde che ne contorna la zona frontale, recano inoltre la sigla DO scritta in verde contestualmente ai dati dell'obiettivo.
- EF-S: gli obiettivi EF-S sono progettati per esclusivo utilizzo sulle reflex digitali con sensore di formato APS-C, quindi non full-frame
- L (Luxury): la lettera L identifica gli obiettivi EF di fattura superiore, dedicati ai professionisti; impiegano elementi ottici speciali e sono costruiti con materiali e tecniche di altissima qualità. Questi obiettivi sono contraddistinti esteriormente da un bordino rosso che ne contorna la zona frontale, recano inoltre la lettera L scritta in rosso contestualmente ai dati dell'obiettivo. I supertele ed i superzoom hanno il corpo verniciato di colore bianco per evitare che il calore del sole deformi il barilotto provocando un disallineamento delle lenti interne
- TS (Tilt/Shift): con questa sigla vengono identificati gli obiettivi decentrabili, a basculaggio indipendente
- II/III: numeri romani che indicano il numero di revisione di un obiettivo
- STM (Stepper Motor): motore di messa a fuoco elettronico, fluido e silenzioso

### EOS EF-M
Canon è entrata, a partire da luglio 2012, nel settore di mercato delle EVIL con la linea EOS M, che viene classificata con la denominazione alternativa Compact System Camera. Su alcuni modelli è disponibile come accessorio opzionale il mirino elettronico da montare sulla staffa del flash. Questa serie condivide parte dell'elettronica con la serie EOS ma utilizza un attacco a baionetta più stretto denominato EF-M. Gli obiettivi EOS sono comunque utilizzabili tramite un adattatore.

## Fotocamere
Ad agosto 2008, la serie EOS contava più di 55 modelli nella gamma di fotocamere reflex, a iniziare dalla EOS 650 introdotta nel marzo 1987. Negli anni novanta Canon avviò una collaborazione con Kodak al fine di produrre i primi corpi macchina digitali, che si concretizzò con la EOS DCS3 introdotta nel 1995. La prima fotocamera reflex digitale interamente progettata e prodotta da Canon fu la EOS D30, presentata nel 2000.
Nel 1991 ha prodotto una fotocamera a fuoco manuale, con la restante tecnologia condivisa con il sistema EOS, compreso il sistema a baionetta EF, ma ufficialmente non appartenente alla stessa linea, la Canon EF-M. È dotata di tutte le funzioni di esposizione automatica e manuale ma mancando di sistema autofocus è equipaggiata con un vetrino di messa a fuoco "split-screen" che permette di ottenere un fuoco manuale preciso.
Nel 1996 durante parallelamente alla vendita di camere digitali Canon ha anche realizzato due fotocamere EOS progettate per utilizzare la pellicola formato APS, la EOS IX e la EOS IX Lite.
Nel 2018 ha lanciato la EOS R con l'attacco RF, differente dall'attacco EF ma compatibile con questo tramite adattatore ad anello.

### Messa a fuocoEye Control
Le fotocamere EOS dotate di messa a fuoco "Eye Control" (eye-controlled focusing, ECF) sono in grado di selezionare automaticamente il corretto punto di autofocus seguendo i movimenti oculari dell'utente, tracciandoli mentre guarda attraverso il mirino. L'ECF si è dimostrato particolarmente utile nella fotografia sportiva, nella quale il soggetto può spostarsi molto rapidamente all'interno dell'inquadratura.
Ha da sempre riscosso pareri contrastanti: alcuni fotografi, ad esempio, non lo ritengono sufficientemente affidabile per un uso quotidiano mentre altri dichiarano di essere in grado di utilizzarlo con grande precisione. Molto dipende, quindi, dall'approccio del singolo utente. Sembra comunque che l'utilizzo di occhiali ne riduca l'accuratezza in certi casi.
I corpi macchina EOS equipaggiati con ECF sono EOS 5, EOS 3, EOS 50e, EOS 30 ed EOS 30V.

### Ghiera di controllo rapido
Quasi tutte le fotocamere EOS di fascia professionale o semi-professionale presentano sul retro una ghiera di controllo rapido (quick control dial, QCD). La QCD permette un rapido accesso alle funzioni della fotocamera usando il pollice della mano destra, ed è utilizzata per le funzioni di uso comune che richiederebbero altrimenti lunghe e complicate procedure per attraversare le voci di menu.
I modelli dotati di ghiera di controllo rapido possono dunque facilmente essere utilizzati con una sola mano (indice sulla ghiera principale, pollice sulla QCD) senza staccare l'occhio dal mirino.
Alcune utili funzioni per le quali è programmata la QCD comprendono l'impostazione della compensazione dell'esposizione, l'apertura del diaframma durante l'impiego della modalità manuale, lo scorrimento delle immagini memorizzate e dei menu (nelle fotocamere EOS digitali).

### Sistema di autofocus a più punti
Le fotocamere EOS di fascia alta hanno fino a 45 punti di autofocus (AF), il numero più alto nella loro categoria prima che venissero sorpassate dalle reflex digitali Nikon D3 e D300. Un numero elevato di punti di autofocus aumenta le possibilità di ottenere fotografie nitide in situazioni in cui il soggetto si muova molto velocemente nell'inquadratura, per esempio nella fotografia sportiva o naturalistica. È probabile che numero, caratteristiche e prestazioni dei sistemi autofocus a più punti continueranno ad evolversi costantemente: a maggio 2017 la fotocamera digitale con il più alto numero di punti di autofocus è la α9 prodotta da Sony.
Poter disporre di così tanti punti di autofocus serve anche a sollevare il fotografo dall'essere costretto ad utilizzare il metodo di inquadratura basato sul blocco della messa a fuoco, poiché il soggetto finirà molto probabilmente dall'essere "coperto" da più di un punto di messa a fuoco anche durante la ricomposizione dell'inquadratura. Sebbene il sistema sia in grado di selezionare automaticamente il punto di messa a fuoco corretto, la fotocamera consente comunque all'utente di selezionare manualmente quello preferito.
La famiglia EOS-3, EOS-1v e EOS-1D presenta un sistema autofocus a 45 punti, mentre la maggioranza delle fotocamere EOS più recenti ha un sistema a 7 o 9 punti distribuiti a croce. Le EOS 20D e 400D presentano invece un sistema AF a 9 punti disposti a diamante. La EOS 5D ha migliorato ulteriormente il sistema a 9 punti introducendone sei aggiuntivi "invisibili" (ovvero non selezionabili dall'utente) che aiutano la fotocamera a mettere a fuoco più velocemente un soggetto in movimento.
Nelle prime generazioni del sistema AF a 45 punti, la colonna centrale larga 1 o 2 sensori (7 in tutto, fino alla EOS-1Ds Mark II o alla EOS-1D Mark II N) è formata dai più precisi sensori "a croce". La più recente EOS-1Ds Mark III presenta 19 sensori a croce per una maggiore accuratezza, alcuni dei quali sono disposti in maniera da rendere più agevole l'applicazione della regola dei terzi.

### Nomenclature dei modelli
Lo schema adottato da Canon per la nomenclatura delle fotocamere EOS non è molto intuitivo, di conseguenza il segmento di mercato a cui un particolare modello è indirizzato può non essere immediatamente comprensibile per il consumatore. Il fatto che un determinato modello sia commercializzato con nomi diversi in differenti parti del mondo può generare ulteriore confusione: ad esempio, il modello che in Europa e nel resto del mondo è noto come EOS 300, in America è denominato EOS Rebel 2000 e in Giappone EOS Kiss III.
Canon utilizza inoltre un trattino sui modelli di fascia alta e non su quelli di fascia media e medio-bassa: ad esempio la EOS-1Ds ha il trattino mentre la EOS 10D no. In questo, "EOS-1" è impresso sul corpo macchina in un punto ben separato da "Ds", come se la prima etichetta identificasse la fascia e la seconda il tipo, o comunque due entità ben separate. Non c'è però spazio tra le due sezioni quando il nome è scritto con caratteri standard, da cui EOS-1Ds. Ma, come nel caso citato sopra, non in tutte le regioni del mondo questa regola è applicata alla stessa maniera: la EOS-3 statunitense diventa EOS 3 nel vecchio Continente. In quest'ultimo caso, l'etichetta indica chiaramente EOS 3, entrambi separati e privi di trattino; tuttavia Canon utilizza il nome EOS-3 (quindi con il trattino) sul proprio sito ufficiale.
La seguente tabella sintetizza i segmenti di mercato a cui i vari modelli di fotocamera EOS, con relative denominazioni, sono indirizzati.
| Segmento di mercato                    | Caratteristiche comuni | Nomenclatura                                                                           | Nomenclatura                                                                                                  | Nomenclatura                             |
| Segmento di mercato                    | Caratteristiche comuni | Internazionale                                                                         | Stati Uniti                                                                                                   | Giappone                                 |
| -------------------------------------- | --- | -------------------------------------------------------------------------------------- | --- | ---------------------------------------- |
| Amatoriale                             | Mirino a pentaspecchio con copertura del 95%, rotella di controllo singola, sensore ad alto numero di megapixel                                 | Numero a tre o quattro cifre (EOS 300X, EOS 400D, EOS 1000D)                           | Rebel (EOS Digital Rebel XTi, EOS Rebel T2)                                                                   | Kiss (EOS Kiss Digital X, EOS Kiss 7)    |
| Amatoriale avanzato/Semi-professionale | Mirino a pentaprisma, doppia rotella di controllo, prestazioni superiori ai corpi di fascia amatoriale                                          | Numero a due cifre (EOS 33V, EOS 40D)                                                  | Elan (solo le analogiche come EOS Elan 7N; le reflex digitali seguono la stessa denominazione internazionale) | Serie 7 (EOS 7s)                         |
| Premium                                | Prestazioni superiori ai corpi di fascia amatoriale avanzata; generalmente sensori più grandi o full-frame                                      | Numero ad una cifra (EOS 3, EOS 5, EOS 5D)                                             | Uguale alla denominazione internazionale (eccetto la EOS A2 corrispondente alla EOS 5)                        | Uguale alla denominazione internazionale |
| Professionale                          | Corpo macchina tropicalizzato, mirino con copertura completa, impugnatura verticale, prestazioni superiori ai corpi di fascia semiprofessionale | Viene utilizzato esclusivamente il numero 1 (EOS-1D Mark II, EOS-1V, EOS-1Ds Mark III) | Uguale alla denominazione internazionale                                                                      | Uguale alla denominazione internazionale |

### Fotocamere analogiche
Lista delle fotocamere EOS analogiche (35 mm e APS) in ordine di introduzione:
| Modello                   | Modello            | Modello            | Data di distribuzione |
| Stati Uniti               | Unione europea     | Giappone           | Data di distribuzione |
| ------------------------- | ------------------ | ------------------ | --------------------- |
| EOS 650                   | EOS 650            | EOS 650            | marzo 1987            |
| EOS 620                   | EOS 620            | EOS 620            | maggio 1987           |
| EOS 750                   | EOS 750            | EOS 750            | ottobre 1988          |
| EOS 850                   | EOS 850            | EOS 850            | ottobre 1988          |
| EOS 630                   | EOS 600            | EOS 630 QD         | aprile 1989           |
| EOS-1                     | EOS-1              | EOS-1              | settembre 1989        |
| EOS RT                    | EOS RT             | EOS RT             | ottobre 1989          |
| EOS 10S                   | EOS 10             | EOS 10 QD          | marzo 1990            |
| EOS 700                   | EOS 700            | EOS 700 QD         | marzo 1990            |
| EOS Rebel/Rebel S         | EOS 1000F QD       | EOS 1000 QD        | ottobre 1990          |
| EOS 10S commemorative kit | EOS 10             | EOS 10 QD          | agosto 1991           |
| EOS Elan                  | EOS 100            | EOS 100 QD         | agosto 1991           |
| EOS Rebel II/SII          | EOS 1000FN QD      | EOS 1000S QD       | marzo 1992            |
| EOS A2/A2e                | EOS 5              | EOS 5 QD           | novembre 1992         |
| EOS Rebel XS              | EOS 500            | EOS Kiss           | settembre 1993        |
| EOS Rebel X               | -                  | -                  | novembre 1993         |
| EOS-1N                    | EOS-1N/1N HS/1N DP | EOS-1N/1N HS/1N DP | novembre 1994         |
| -                         | EOS 5000           | EOS 888            | gennaio 1995          |
| EOS-1N RS                 | EOS-1N RS          | EOS-1N RS          | marzo 1995            |
| EOS Elan II/IIe           | EOS 50/50e         | EOS 55             | settembre 1995        |
| EOS Rebel G               | EOS 500N           | New EOS Kiss       | settembre 1996        |
| EOS IX                    | EOS IX             | EOS IX E           | ottobre 1996          |
| EOS IX Lite               | EOS IX 7           | EOS IX 50          | marzo 1998            |
| EOS-3                     | EOS-3              | EOS-3              | novembre 1998         |
| -                         | EOS 3000           | EOS 88             | marzo 1999            |
| EOS Rebel 2000            | EOS 300            | EOS Kiss III       | aprile 1999           |
| EOS-1v                    | EOS-1v             | EOS-1v             | marzo 2000            |
| EOS Elan 7/7e             | EOS 30             | EOS 7              | ottobre 2000          |
| -                         | -                  | EOS Kiss III L     | novembre 2001         |
| EOS Rebel XS N            | EOS 3000N          | EOS 66             | febbraio 2002         |
| EOS Rebel Ti              | EOS 300V           | EOS Kiss 5         | settembre 2002        |
| EOS Rebel GII             | -                  | -                  | marzo 2003            |
| EOS Rebel K2              | EOS 3000V          | EOS Kiss Lite      | settembre 2003        |
| EOS Elan 7N/7NE           | EOS 30V/33V        | EOS 7s             | aprile 2004           |
| EOS Rebel T2              | EOS 300X           | EOS Kiss 7         | settembre 2004        |

### Fotocamere digitali
Prima della EOS D30, furono prodotte, in collaborazione con Kodak, quattro reflex digitali basate sul modello analogico EOS-1N. Questi quattro modelli avevano un corpo EOS e montavano quindi obiettivi EF, ma il sensore d'immagine e l'elettronica erano progettati e realizzati da Kodak. Le quattro fotocamere erano le seguenti:
- EOS DCS 3 (luglio 1995)
- EOS DCS 1 (dicembre 1995)
- EOS D2000/Kodak DCS520 (marzo 1998)
- EOS D6000/Kodak DCS560 (dicembre 1998)

Nel 2004, inoltre, fu realizzata la reflex digitale Kodak DCS Pro SLR/c, compatibile con gran parte degli obiettivi EF ma non prodotta in collaborazione con Canon.

## Flash
Il flash delle fotocamere EOS ha subìto, sin dalla sua nascita, una serie di evoluzioni. Il sistema di base, in realtà, non era stato neppure progettato per la prima fotocamera EOS, piuttosto per l'ultima fotocamera con attacco FD di fascia alta, la T90, presentata nel 1986. Fu la prima macchina Canon dotata di misurazione flash TTL, nonostante altri marchi avessero adottato qualcosa di simile già da tempo. Con il primo sistema fu introdotto anche il cosiddetto A-TTL (Advanced TTL) per una più corretta esposizione del flash in modalità programmata, che utilizzava dei lampi pre-flash e un illuminatore a raggi infrarossi per calibrare bene la distanza dal soggetto.
Questo sistema fu utilizzato nelle prime fotocamere EOS ma non venne accolto con molto favore, e fu rimpiazzato ben presto dal sistema E-TTL (Evaluative TTL). L'E-TTL utilizzava un pre-flash per una misurazione accurata della luminosità, e il preesistente sistema autofocus per valutare dove si trovasse il soggetto, in maniera da esporre nella maniera più accurata possibile rispetto ad esso. Il sistema E-TTL II, che è di fatto un miglioramento dell'E-TTL realizzato a livello software nel firmware delle fotocamere, lo ha sostituito dal 2004.
I flash Canon Speedlite si sono evoluti di pari passo con le fotocamere. È possibile realizzare tra essi svariate combinazioni, sia via cavo che senza fili, utilizzando impulsi visibili o infrarossi per la sincronizzazione.

## Cronologia
Le reflex digitali nella seguente tabella, a partire dalla EOS D30, hanno corpi ed elettronica interamente progettati da Canon e, diversamente dalla gran parte degli altri produttori di reflex digitali, sono dotate di sensore CMOS (progettati sempre da Canon). Fa eccezione la Canon EOS-1D, che utilizza un sensore CCD prodotto da Panasonic.